# Fnugrulle
En fnugrulle er en rulle med ensidet klæbende papir, på en pap- eller plastikcylinder med et fastgjort håndtag. Anordningen gør det lettere at fjerne fnug eller fibre fra eksempelvis beklædning, møbler og sengetøj. Når rullen er opbrugt vil den typisk kunne erstattes af ekstra klæberuller, som kan købes særskilt.
Rullens 360 graders rotation gør det muligt hurtigt at fjerne genstridige fibre, almindeligvis i form af dyrehår. Fnugruller fås i mange størrelser fra dyrehandlere, supermarkeder og tøjbutikker.